# Jestřabí (Velká Bíteš)
Jestřabí (dříve též Jestřebí, německy Jestrabitz) je malá vesnice, část města Velká Bíteš v okrese Žďár nad Sázavou. Nachází se asi 3 km na jihozápad od Velké Bíteše. V roce 2009 zde bylo evidováno 24 adres. V roce 2001 zde trvale žilo 44 obyvatel. Jestřabí leží v katastrálním území Jestřabí u Velké Bíteše o rozloze 2,77 km2.

## Stručná historie
První zpráva o Jestřebí pochází z roku 1358 (Hosák 1967, s. 157). V Jestřebí byly dva dvory, které prodal Vitoslav z Jestřebí – první Předvoji z Meziříčí a druhý Oldřichovi z Kozlova. V roce 1377 patřily oba dvory k panství meziříčskému (Zavadil–Tiray 1900, s. 93). Majitelé dvorů se poměrně rychle měnili. Roku 1386 prodal jeden ze dvorů Předbor Pařízek z Jestřebí Ješkovi z Kamenného (Pilnáček 1930, s. 422; v publikaci lze nalézt i další údaje o rodu Pařízků z Jestřebí, viz s. 493 a 581). Jeden Pařízek je uváděn roku 1635 jako učitel ve Velké Bíteši (Zavadil–Tiray 1900, s. 94). Roku 1398 byl majitelem jestřebského dvora (v obci Jasenice, která sousedí s Jestřebím) Ondřej z Jestřebí. Posledním majitelem z rodu Jestřebí byl Mikuláš v roce 1508 (Zavadil–Tiray 1900, s. 94). Dvory byly rozlišovány jako Horní (zvaný Sychrov) a Dolní. Po četných změnách majitelů (drobných zemanů) byl Horní dvůr roku 1611 (uváděn jako pustý Sychrov) prodán Jiřímu z Náchoda, který jej prodal roku 1615 Karlovi ze Žerotína k náměšťskému panství. Druhý dvůr pak byl rozdělen na čtyři díly, jejichž majitelé zůstali jako svobodníci, měli své grunty v zemských deskách a nemuseli robotovat. To se týkalo i vesnice Jestřebí, jež kolem nich vznikla. Ta měla roku 1790 celkem 5 domů a 33 obyvatel (Zavadil–Tiray 1900, s. 34), roku 1834 již 11 domů a 88 obyvatel (Hosák 1967, s. 158), roku 1900 měl katastr obce 273 ha a bylo zde 12 domů a 81 obyvatel (HM, sv. 11, s. 356). První dvůr byl roku 1890 zrušen, částečně prodán, částečně připojen k lesům velkostatku Náměšť nad Oslavou (Zavadil–Tiray 1900, s. 94). Po zrušení patrimoniální správy připadla obec Březka, k níž koncem 18. a v 19. století patřily jako osady Jestřebí a Jindřichov k politickému okresu Třebíč a soudnímu okresu Náměšť nad Oslavou. Roku 1996 však byla přeřazena k okresu Velké Meziříčí a k soudnímu okresu Velká Bíteš (vznikl nově roku 1892, oddělen od původně jediného soudního okresu Velké Meziříčí). Roku 1920 pak byly obě osady od Březky odloučeny. Jindřichov se stal samostatnou politickou obcí, Jestřábí (ač katastrální obec) jeho osadou. Změna názvu Jestřebí na Jestřábí patří zřejmě do této doby. Po hospodářské stránce převažovala v Jestřebí zemědělská výroba. Roku 1900 bylo zdejší půdy (260 ha) 138 ha polí, 86 ha lesů, 17 ha pastvin, 16 ha luk a 3 ha zahrad (HM 1988, sv. 11, s. 354). Zahrady patřily k nelepším v celém soudním okrese Velká Bíteš (Zavadil–Tiray 1900, s. 94). Pro Jestřebí byla pošta ve Velké Bíteši, kde byla zřízena již roku 1786, tam chodily děti i do školy. Jiné to bylo s farou, která byla pro Jestřebí odedávna v Jinošově u kostela sv. Petra a Pavla z 16. století. Fara, před Bílou horou evangelická, zanikla za třicetileté války. Obnovena byla až v 18. století, ale po vzniku okresu Velká Bíteš (1882) přešlo Jestřebí pod faru v tomto okresním městě. V roce 1890 bylo v Jestřebí 19 evangelíků (skoro jediní z celého politického okresu) (Zavadil–Tiray 1900, s. 94, HM 1988, sv. 11). 
Autor textu: prof. PhDr. Miloš Trapl, CSc.